# Air Caraïbes
Air Caraïbes — французская частная авиакомпания, базирующаяся в Гваделупе, Французская Вест-Индия.
Авиакомпания базируется в Международном аэропорту Пуант-а-Питр (Гваделупа), в Международном аэропорту Мартиника Эме Сезер (Мартиника) и в Международном аэропорту Париж-Орли.

## История
Изначально авиакомпания была основана как Société Caribéenne de Transports Aériens, и начала свою деятельность в 1994 году. В 2000 году Air Guadeloupe была приобретена компанией Groupe Dubreuil, которая ранее владела авиакомпанией Air Vendée (до того, как была приобретена Air France и переименована в Regional Airlines). Air Caraïbes была основана в 2000 году путём слияния нескольких местных авиакомпаний (Air Guadeloupe, Air Martinique, Air Saint Barthélémy и Air Saint Martin). В 2002 году пассажиропоток авиакомпании составил 445,500 пассажиров, доходы составили 68 миллионов евро.
В июле 2003 года авиакомпания получила свой первый ATR 72-500. В декабре того же года, авиакомпания открыла рейсы из Гваделупы и из Мартиники в Париж-Орли на самолётах Airbus А330-200. В июне 2006 года во флот авиакомпании поступили несколько Airbus А330-300.
14 декабря 2016 года Air Caraïbes получила свой первый ATR 72-600. Начиная с 2017 года авиакомпания начала эксплуатировать самолёты Airbus А350 (первый А350-900 был доставлен 28 февраля 2017 года, а первый А350-1000 — 19 декабря 2019 года).

## Собственники
- 85 % акций авиакомпании принадлежит компании Groupe Dubreuil.

## Направления
Air Caraïbes выполняет как региональные рейсы, так и трансатлантические.

### Код-шеринговые соглашения[10]
Air Caraïbes заключила код-шеринговые соглашения с следующими авиакомпаниями:
- Air Antilles
- Bahamasair
- French Bee
- St Barth Commuter
- Winair

Авиакомпания также имеет код-шеринг с SNCF, с французским национальным железнодорожным перевозчиком.
Авиакомпания также ранее имела код-шеринговые соглашения с Aigle Azur и с Corsair International.

## Флот

### Текущий флот[12]
Средний возраст воздушных судов составляет 8,2 года.

### Выведенные из эксплуатации
Ранее эксплуатировавшиеся авиакомпанией Air Caraïbes типы самолётов, выведенные из эксплуатации

## Авиакатастрофы и происшествия
- 24 марта 2001 года самолёт de Havilland Canada DHC-6 Twin Otter, выполнявший рейс 1501, врезался в дом при заходе на посадку в аэропорт имени Густава III (Сен-Бартелеми). Все находившееся на борту 19 человек (17 пассажиров и 2 члена экипажа) погибли. Также погиб один человек на земле. Расследование показало, что причиной авиакатастрофы стала ошибка пилотов в регулировке скорости[14].